# Faye-d'Anjou

Faye-d'Anjou este o comună în departamentul Maine-et-Loire, Franța. În 2009 avea o populație de 1,241 de locuitori.